# Babinac (Bosanska Dubica, BiH)
Babinac je naseljeno mjesto u sastavu općine Bosanska Dubica, Republika Srpska, BiH.

## Stanovništvo
| Babinac            |              |
| godina popisa      | 1991.        |
| Srbi               | 251 (98,82%) |
| Hrvati             | 0            |
| Muslimani          | 0            |
| Jugoslaveni        | 3 (1,18%)    |
| ostali i nepoznato | 0            |
| ukupno             | 254          |